# Virgin Trains

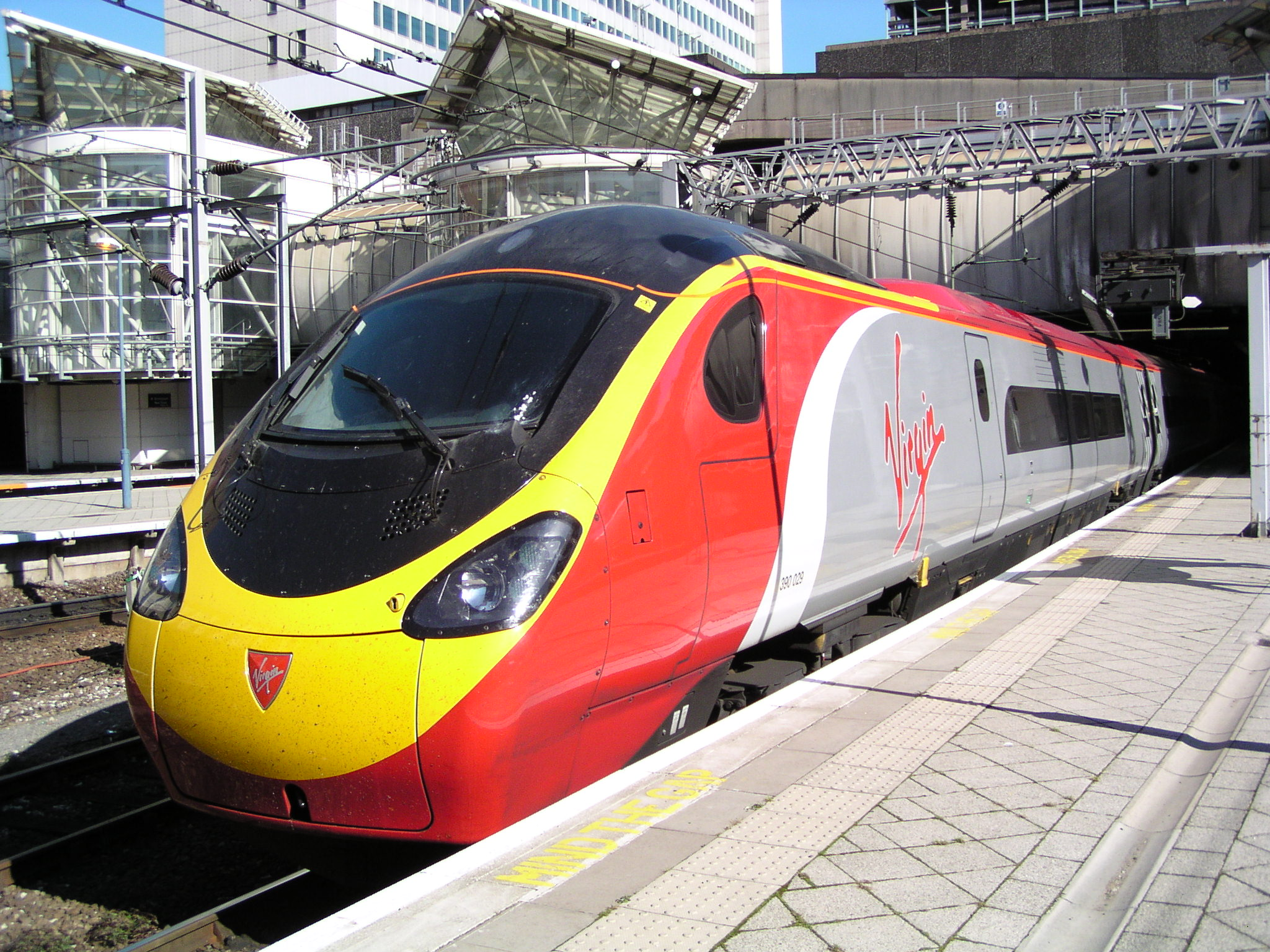
Pendolino (Class 390) in Birmingham New Street

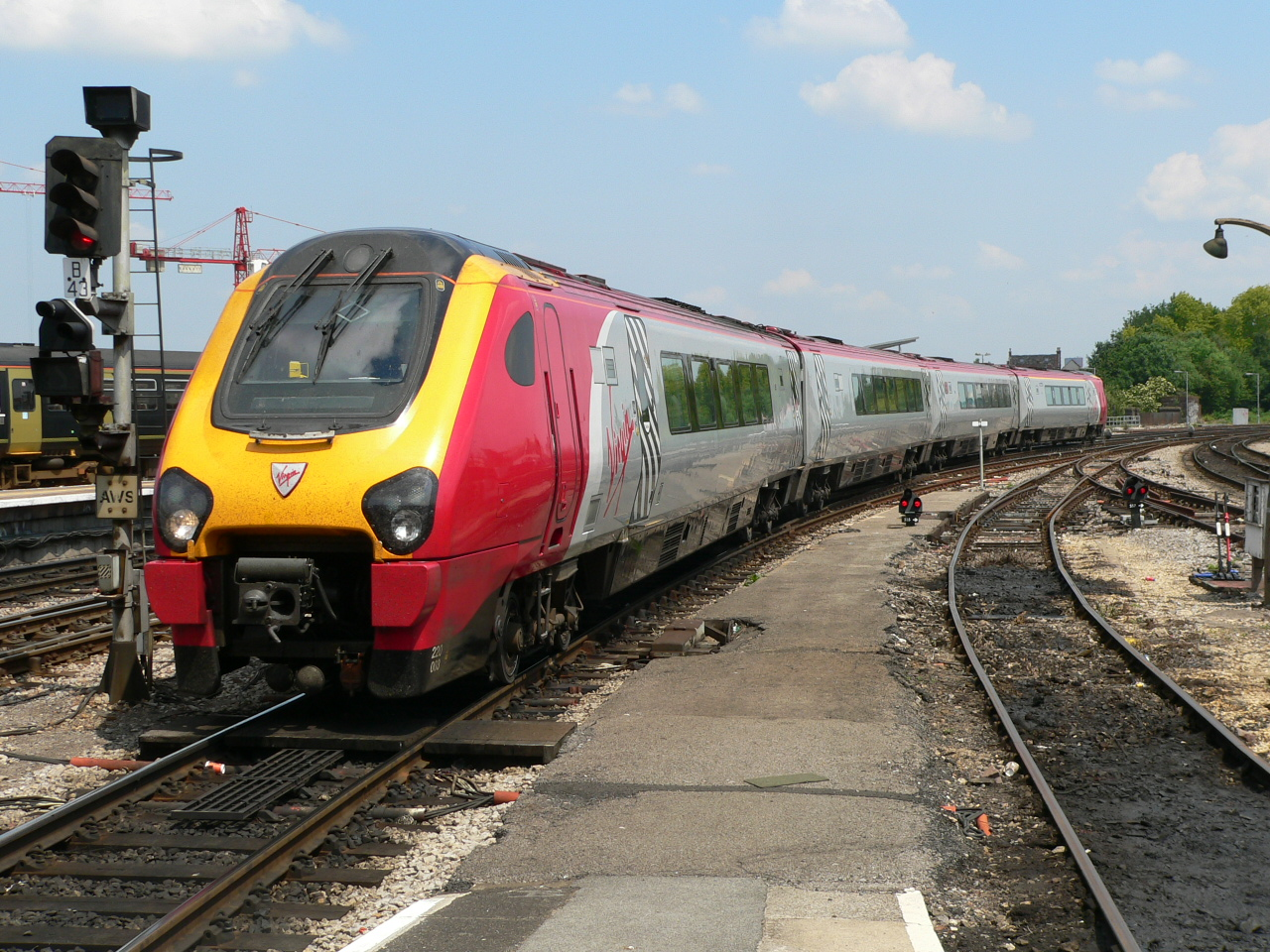
Een Class 220 Voyager in Bristol.

Virgin Trains Ltd was een Britse spoorwegonderneming. Het bedrijf was tot en met 7 december 2019 houder van de West Coast-concessie. Het bedrijf exploiteerde tot 11 november 2007 ook de CrossCountry-concessie.
Onder de West Coast-concessie concessie exploiteerde Virgin Trains sneltrein- en intercity-diensten tussen Londen (station Euston) via de West Coast Main Line naar Schotland en het noordwesten van Engeland. Deze concessie duurde 15 jaar en is op 9 maart 1997 ingegaan. Voor de diensten Londen - Glasgow en Londen - Manchester werden gebruikgemaakt van nieuwe elektrische kantelbaktreinen de Pendolino (Class 390). Deze trein heeft een maximumsnelheid van 210 km/h.
Bij de privatisering van de Britse spoorwegen nam Virgin ook een groot aantal Mk.2 en Mk.3-treinstellen, elektrische locomotieven (Class 86, 87, 90), een aantal High Speed Trains en enkele dieseltreinstellen over. Begin 2004 verving Virgin Trains al het oude materiaal van British Rail door nieuwe treinstellen. Hiervoor plaatste het in 1997 de grootste order in de geschiedenis van de spoorwegen ter waarde van 1,2 miljard pond. De nieuwe Pendolino trein was een belangrijke investering om de reiscomfort te verbeteren en de reisduur te verkorten.
Virgin CrossCountry was een concessie voor de exploitatie van langeafstandstreinen tussen Zuid-Engeland en Schotland/Noord-Engeland via Birmingham. Deze concessie is op 11 november 2007 (nadat deze opnieuw werd aanbesteed door het Britse Department for Transport (DfT)) gegund aan Arriva. De meeste dieseltreinen die Virgin voor haar diensten gebruikte (de zogeheten Super-Voyagers (Class 221) en de Voyagers (Class 220)) zijn door Arriva overgenomen.
- De dienst Birmingham New Street - Stansted Airport is na het uiteenvallen van de Central Trains-concessie ook in handen gekomen van de CrossCountry-concessie.
- De doorgaande diensten uit het zuidwesten (Cornwall, Bournemouth e.d.) over de West Coast Mainline rijden niet verder meer dan Manchester. De rechtstreekse diensten uit het zuidwesten naar Glasgow en Edinburgh zijn hierdoor komen te vervallen. Als compensatie hiervoor rijdt TransPennine Express treindiensten Manchester Airport - Glasgow / Edinburgh.
- De diensten Birmingham - Glasgow / Edinburgh die door Virgin CrossCountry werden uitgevoerd zijn overgenomen door Virgin West Coast.

Virgin Trains is voor 51% eigendom van Richard Bransons Virgin Group. De overige 49% is in het bezit van de Stagecoach Group.
In 2019 kwam een einde aan de treindiensten. De naam is niet verdwenen, maar wordt gebruikt voor een website voor de reservering en verkoop van treinkaartjes.